# Andreas Larsen
Andreas Sargent Larsen (Copenhague, Dinamarca, 20 de abril de 1999) es un deportista italiano que compite en saltos de trampolín plataforma.
Ganó dos medallas en el Campeonato Europeo de Natación, en los años 2021 y 2022, ambas en la prueba de equipo mixto.

## Palmarés internacional
| Campeonato Europeo | Campeonato Europeo | Campeonato Europeo | Campeonato Europeo |
| Año                | Lugar              | Medalla            | Prueba             |
| ------------------ | ------------------ | ------------------ | ------------------ |
| 2021               | Budapest (Hungría) | Medalla de plata   | Equipo mixto       |
| 2022               | Roma (Italia)      | Medalla de oro     | Equipo mixto       |